# Biografielijst Ne

## Nea
- Alexandru Neagu (1948-2010), Roemeens voetballer
- Phil Neal (1951), Engels voetballer en voetbalcoach
- Scott Neal (1978), Engels acteur
- Leah Neale (1995), Australisch zwemster
- Joachim Neander (1650-1680), Duits predikant en componist/tekstdichter
- Polly Neate, Brits directeur van Shelter, een liefdadigheidsinstelling voor daklozen

## Neb
- Nebukadnezar (604-562 v.Chr.), koning van Babylonië
- Anton Nebylitski (1989), Russisch autocoureur

## Nec
- Petr Nečas (1964), Tsjechisch politicus
- Alexandra Nechita (1985), Roemeens-Amerikaans kunstenares
- Jacques Necker (1732-1804), Frans staatsman en politicus van Zwitserse afkomst
- Josef Neckermann (1912-1992), Duits ruiter

## Ned
- Oskar Nedbal (1874-1930), Tsjechisch componist
- Seth Neddermeyer (1907-1988), Amerikaans natuurkundige
- Gerard Nederhorst (1907-1979), Nederlands politicus
- Guusje Nederhorst (1969-2004), Nederlands actrice
- Bert Nederlof (1946-2018), Nederlands sportjournalist
- Joan Nederlof (1962), Nederlands actrice en scenarioschrijfster
- Charlie Nederpelt (1920-1987), Nederlands orkestleider
- Dereje Nedi (1954), Ethiopisch atleet
- Pavel Nedvěd (1972), Tsjechisch voetballer

## Nee

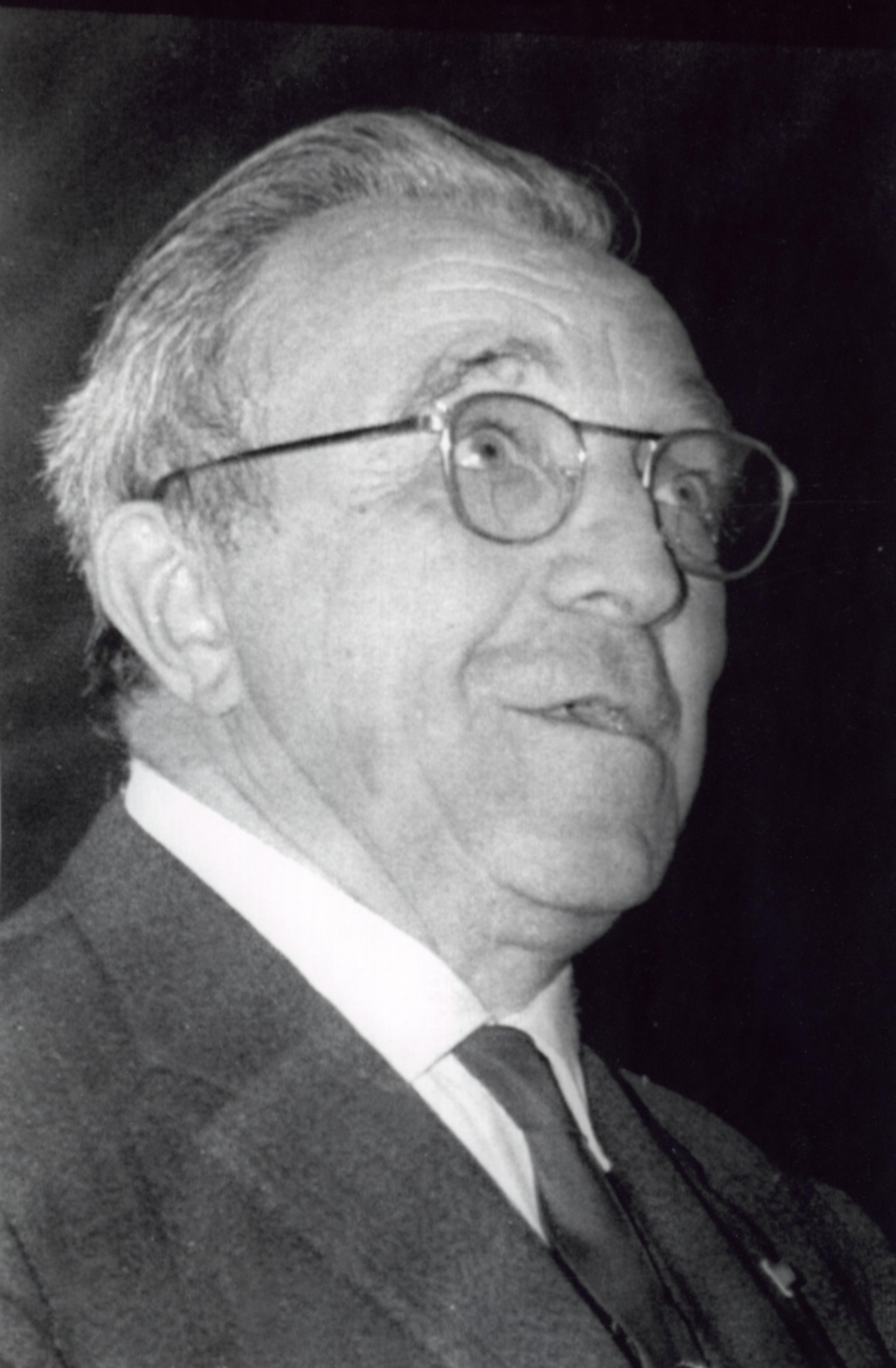
Louis Néel

- Laurens Neede (ca. 1946), Surinaams militair, politicus en diplomaat
- Tiff Needell (1951), Brits autocoureur en presentator
- Diny de Neef (1926-1978), Nederlands actrice
- Jacques Neefjes (1959), Nederlands hoogleraar chemische immunologie
- Günther Neefs (1965), Belgisch zanger
- Len Neefs (1999), Belgisch acteur en zanger
- Louis Neefs (1937-1980), Belgisch zanger
- Alice Neel (1900-1984), Amerikaans kunstenares
- Ingrid Neel (1998), Amerikaans-Estisch tenisster
- Julien Neel (1976), Frans stripauteur en filmregisseur
- Louis Néel (1904-2000), Frans natuurkundige en Nobelprijswinnaar
- Staf Neel (1944-2012), Belgisch politicus
- Edouard Neelemans (1820-1899), Belgisch industrieel, historicus, bestuurder en politicus
- Gerard Neels (1897-1968), Belgisch politicus
- Yaakov Neeman (1939-2017), Israëlisch rechtsgeleerde, advocaat, bestuurder en politicus
- Yuval Ne'eman (1925-2006), Israëlisch militair, diplomaat, natuurkundige en politicus
- Audrie Neenan (1950), Amerikaans actrice
- Aert van der Neer (1603/1604-1677), Nederlands kunstschilder
- Eglon van der Neer (ca. 1634-1703), Nederlands kunstschilder
- Jochen Neerpasch (1939), Duits autocoureur en manager
- Staf Nees (1901-1965), Belgisch componist
- Vic Nees (1936-2013), Belgisch componist
- Johan Neeskens (1951-2024), Nederlands voetballer en voetbaltrainer
- Ryk Neethling (1977), Zuid-Afrikaans zwemmer en olympisch kampioen

## Nef

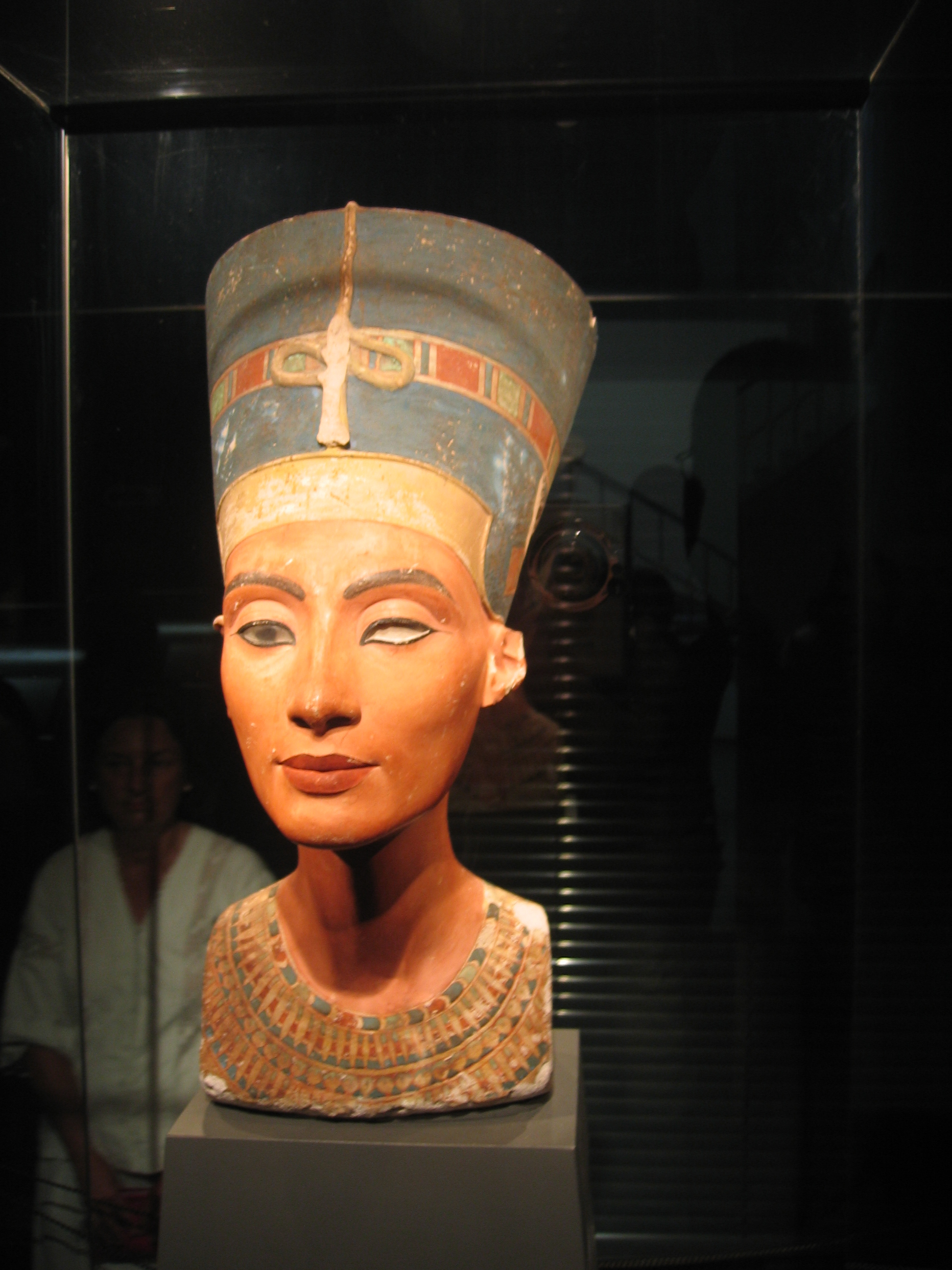
Nefertiti

- Alain Nef (1982), Zwitsers voetballer
- John Ulric Nef (1862-1915), Zwitsers-Amerikaans scheikundige
- Nefertiti (+1336 v.Chr.?), echtgenote van farao Achnaton
- Carl Timoleon von Neff (1804-1877), Russisch kunstschilder en kunstverzamelaar

## Neg
- Navid Negahban (1968), Iraans acteur en filmproducent
- Endeshaw Negesse (1988), Ethiopisch atleet
- Ei-ichi Negishi (1935), Japanse chemicus en Nobelprijswinnaar
- Ahmed Fouad Negm (1929-2013), Egyptisch dichter
- Leila Negra (1930-2025), geboren als Marie Nejar, Duits schlagerzangeres en actrice
- Alexandre Sarnes Negrão (1985), Braziliaans autocoureur
- André Negrão (1992), Braziliaans autocoureur
- Álvaro Negredo (1985), Spaans voetballer
- Sean Negrette (2002), Gibraltarees darter
- Oswaldo Negri jr. (1964), Braziliaans autocoureur
- Taylor Negron (1957), Amerikaans acteur, scenarioschrijver en stand-upkomiek
- John Negroponte (1939), Amerikaans diplomaat

## Neh
- Nehemia (5e eeuw v.Chr.), Joods profeet
- Renaldo Nehemiah (1959), Amerikaans atleet
- Lambertus Neher (1889-1967), Nederlands politicus, verzetsstrijder en bestuurder
- Mickey Neher (1966), Duits jazzmuzikant

## Nei
- Jim Neidhart (1955-2018), Amerikaans professioneel worstelaar
- Henry Neijhorst (1940), Surinaams politicus
- Anneke Neijt (1951), Nederlands taalkundige
- Alexandra Neil (1955), Amerikaans actrice
- Christopher Paul Neil (1975), Canadees leraar en verdachte
- Noel Neill (1920-2016), Amerikaans actrice
- Sam Neill (1947), Nieuw-Zeelands acteur
- Terry Neill (1942-2022), Noord-Iers voetballer
- Thomas Neill (2002), Australisch zwemmer
- Jade Neilsen (1991), Australisch zwemster
- Eric Neilson (1981), Canadees skeletonracer
- Freek Neirynck (1949-2019), Belgisch auteur, regisseur, journalist en acteur
- Jacques Neirynck (1931-2025), Belgisch-Zwitsers ingenieur, schrijver en politicus
- Marissa Neitling, Amerikaans actrice

## Nej
- Roemjana Nejkova (1973), Bulgaars roeister

## Nel
- Demi-Leigh Nel-Peters (1995), Zuid-Afrikaans model
- Aloïs Nelis (1842-1898), Belgisch historicus en letterkundige
- André Nelis (1935-2012), Belgisch zeiler
- An Nelissen (1955), Vlaams actrice en columniste
- Danny Nelissen (1970), Nederlands wielrenner
- Jean Nelissen (1936-2010), Nederlands sportjournalist
- Leo Nelissen (1921-2013), Nederlands regisseur, redacteur en presentator
- Roelof Nelissen (1931-2019) Nederlands politicus en bankier
- Wilfried Nelissen (1970), Belgisch wielrenner
- Oswald von Nell-Breuning (1890-1991), Duits theoloog en econoom
- Jac Nellemann (1944), Deens autocoureur
- Henk Nellen (1949), Nederlands historicus
- Johan van Nellesteyn (1617-1677), burgemeester van Utrecht
- John Nelom (1959-2014), Surinaams militair
- Adam Nelson (1975), Amerikaans atleet
- Barry Nelson (1917-2007), Amerikaans acteur
- Drew Nelson (1979), Canadees (stem)acteur
- Horatio Nelson (1758-1805), Brits admiraal
- John Allen Nelson (1959), Amerikaans acteur, filmproducent en scenarioschrijver
- Michael Nelson, Brits muzikant
- Novella Nelson (1939-2017), Amerikaans actrice en zangeres
- Prince Rogers Nelson (1958-2016), Amerikaans popmusicus
- Ricky Nelson (1940-1985), Amerikaans zanger
- Sandy Nelson (1938-2022), Amerikaans drummer
- Sean Nelson (1980), Amerikaans acteur

## Nem

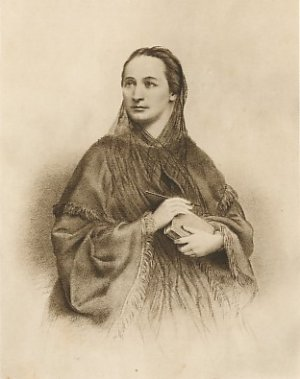
Božena Němcová

- Angéla Németh (1946-2014), Hongaars atlete
- Christian Nemeth, (1971), Belgisch atleet
- Imre Németh (1917-1989), Hongaars atleet
- Miklós Németh (1946), Hongaars atleet
- Božena Němcová (1820-1862), Tsjechisch schrijfster en dichteres
- Aurélie Nemours (1910-2005), Frans kunstschilderes
- Aleksej Nemov (1976), Russisch turner
- Boris Nemtsov (1959-2015), Russisch politicus

## Nen
- Nena (1960), Duits zangeres (Gabriele Kerner)
- Jacob Nena (1941-2022), politicus uit de eilandstaat Micronesië

## Nep
- Ondrej Nepela (1951-1989), Slowaaks kunstschaatser
- David Nepomuceno (1900-1939), Filipijns atleet
- José Nepomuceno (1893-1959), Filipijns filmmaker en producent
- Juan Nepomuceno (1892-1973), Filipijns politicus en ondernemer
- Hester Rebecca Nepping (1774-1812), Nederlands gifmengster
- Natalja Neprjajeva (1995), Russisch langlaufster

## Ner

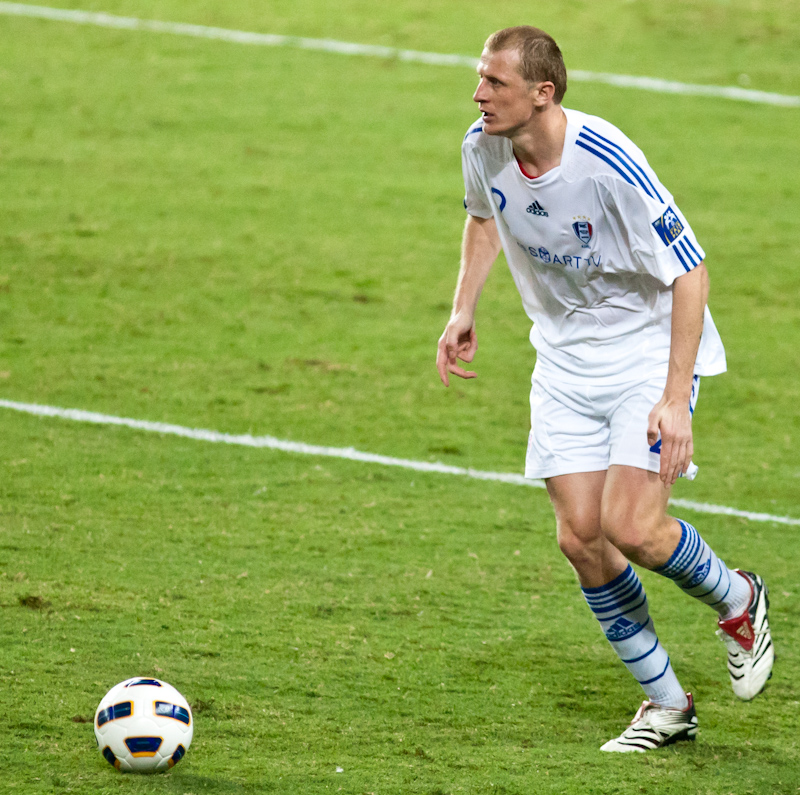
Mato Neretljak

- Carel de Nerée tot Babberich (1880-1909), Nederlands tekenaar en schilder
- Mato Neretljak (1979), Bosnisch-Kroatisch voetballer
- Silje Nergaard (1966), Noors zangeres
- Alessandra Neri (1988), Italiaans autocoureur
- Steffi Nerius (1972), Duits atlete
- Walther Nernst (1864-1914), Duits natuur- en scheikundige
- Nero (37-68), Romeins keizer
- Nerva (ca.30-98), Romeins keizer

## Nes
- Hadriaan van Nes (1942-2024), Nederlands roeier
- Edith Nesbit (1858-1924), Engelse kinderboekenschrijfster
- Derren Nesbitt (1935), Engels acteur
- Fatma Neslişah (1921-2012), Ottomaans prinses
- Michael Nesmith (1942–2021), Amerikaans muzikant
- Karl Robert von Nesselrode (1780-1862), Russisch diplomaat en minister van Buitenlandse Zaken
- Nesten (1946-2018), Belgisch cartoonist
- Michail Nesterov (1862-1942), Russisch kunstschilder
- Daniel Nestor (1972), Canadees tennisser
- Johann Nestroy (1801-1862), Oostenrijks toneelschrijver en operazanger
- Joelija Nestsjarenka )1979), Wit-Russisch atlete
- Anthony Nesty (1967), Surinaams zwemmer

## Net
- Benjamin Netanyahu (1949), Israëlisch premier
- Jonathan Netanyahu (1946-1976), Israëlisch militair
- Shoshana Netanyahu (1923-2022), Israëlisch advocaat en rechter
- Mihai Netea (1968), Nederlands-Roemeens hoogleraar
- Renato Neto (1991), Braziliaans voetballer
- Anna Netrebko (1971), Russisch-Oostenrijks sopraan
- Anna Netsjajevskaja (1991), Russisch langlaufster
- John Nettles (1943), Brits acteur
- Günter Netzer (1944), Duits voetballer
- Michael Netzer (1955), Amerikaans striptekenaar en filosoof

## Neu
- Dagmar Neubauer (1962), Duits atlete
- Roy Neuberger (1903-2010), Amerikaans belegger en kunstmecenas
- Klaus-Dieter Neubert (1949), Oost-Duits stuurman bij het roeien
- Ramona Neubert (1958), Oost-Duits atlete
- Herman Neubronner van der Tuuk (1824-1894), Nederlands taalkundige
- Kevin Neufeld (1960-2022), Canadees roeier
- Lydie Neufcourt (1955), Belgisch politica en feministe
- Albert Neuhuys (1844-1914), Nederlands schilder
- Max Neukirchner (1983), Duits motorcoureur
- Henk Neuman (1926-2010), Nederlands journalist en buitenlandcommentator
- Elsa Neumann (1872-1902), Duits natuurkundige
- John von Neumann (1903-1957), Hongaars-Amerikaans wiskundige
- Robin Neumann (1997), Nederlands zwemster
- Sepp Neumayr (1932-2020), Oostenrijks componist, dirigent en muziekuitgever
- Eric Neuprez (ca. 1962), Belgisch vakbondsbestuurder
- Konstantin von Neurath (1873-1956), Duits diplomaat, nazipoliticus, SS'er en oorlogsmisdadiger
- Anna van Neurenberg (-1355/57), Duits adellijke vrouw
- Margaretha van Neurenberg (-1382), Duits adellijke vrouw
- Roman Neustädter (1988), Duits voetballer
- Boudewijn Neuteboom (1941-2024), Nederlands (mode)fotograaf
- François Neuville (1912-1986), Belgisch wielrenner
- Maaike Neuville (1983), Belgisch theater- en filmactrice

## Nev

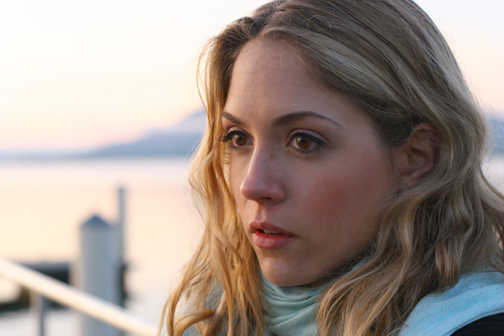
Brooke Nevin

- Pauli Nevala (19040-2025), Fins speerwerper
- Eddy de Neve (1885-1943), Nederlands voetballer
- Jef Neve (1977), Belgisch jazzpianist en componist
- Bart Nevens (1966), Belgisch politicus
- Jan Nevens (1958), Belgisch wielrenner
- Leon Nevens (1928-1992), Belgisch atleet
- Marc Nevens (1954), Belgisch atleet
- Maurits Nevens (1929-2017), Belgisch glazenier
- Robert Nevens (1914-1988), Belgisch atleet
- Sven Nevens (1983), Belgisch wielrenner
- David Neville (1984), Amerikaans atleet
- Brooke Nevin (1982), Canadees actrice
- Vjatsjeslav Nevinny (1934-2009), Russisch acteur
- Claudette Nevins (1937), Amerikaans actrice
- Gal Nevo (1987), Israëlisch zwemmer
- Alexander Nevski (1220-1263), Russisch heilige

## New

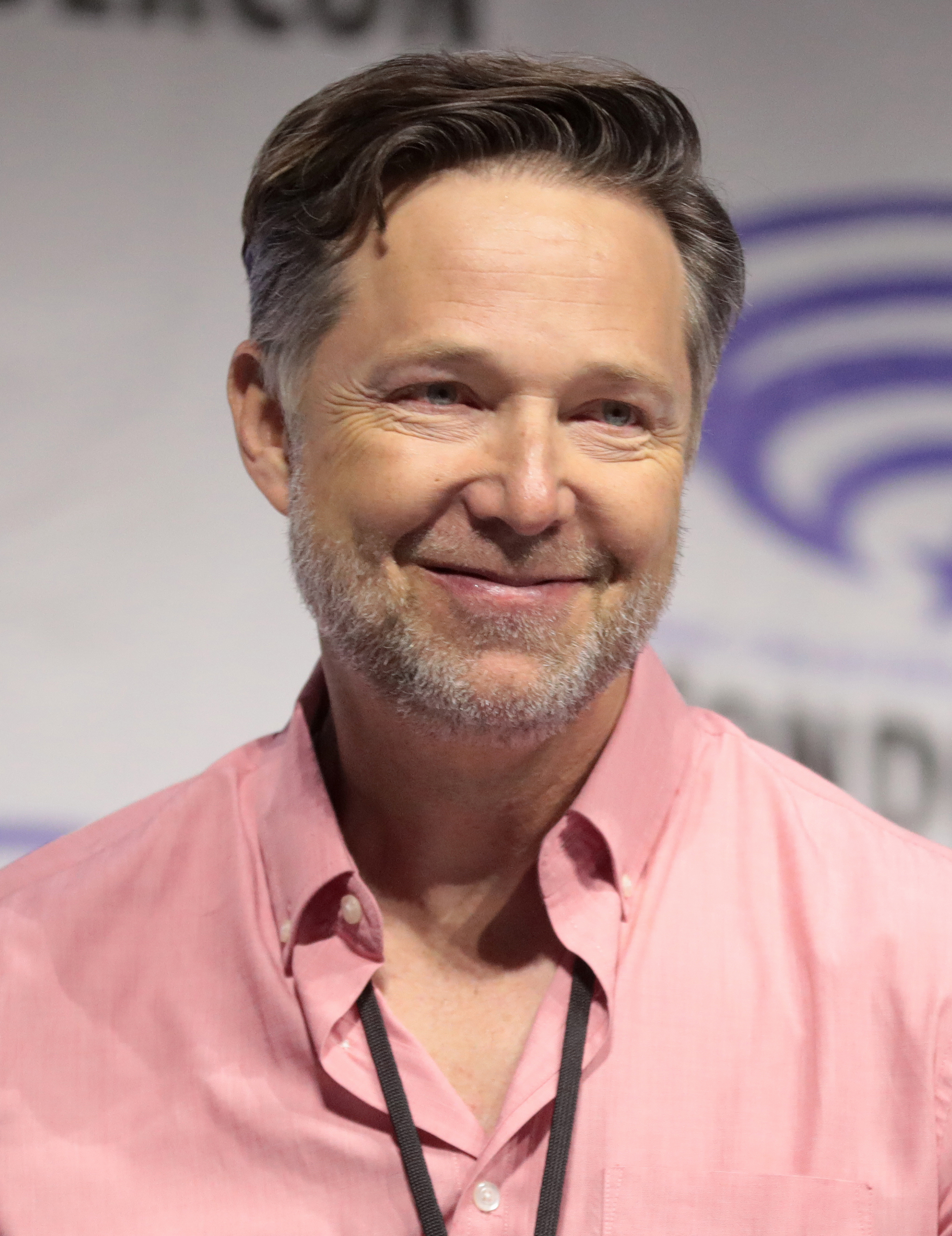
George Newbern, 2019

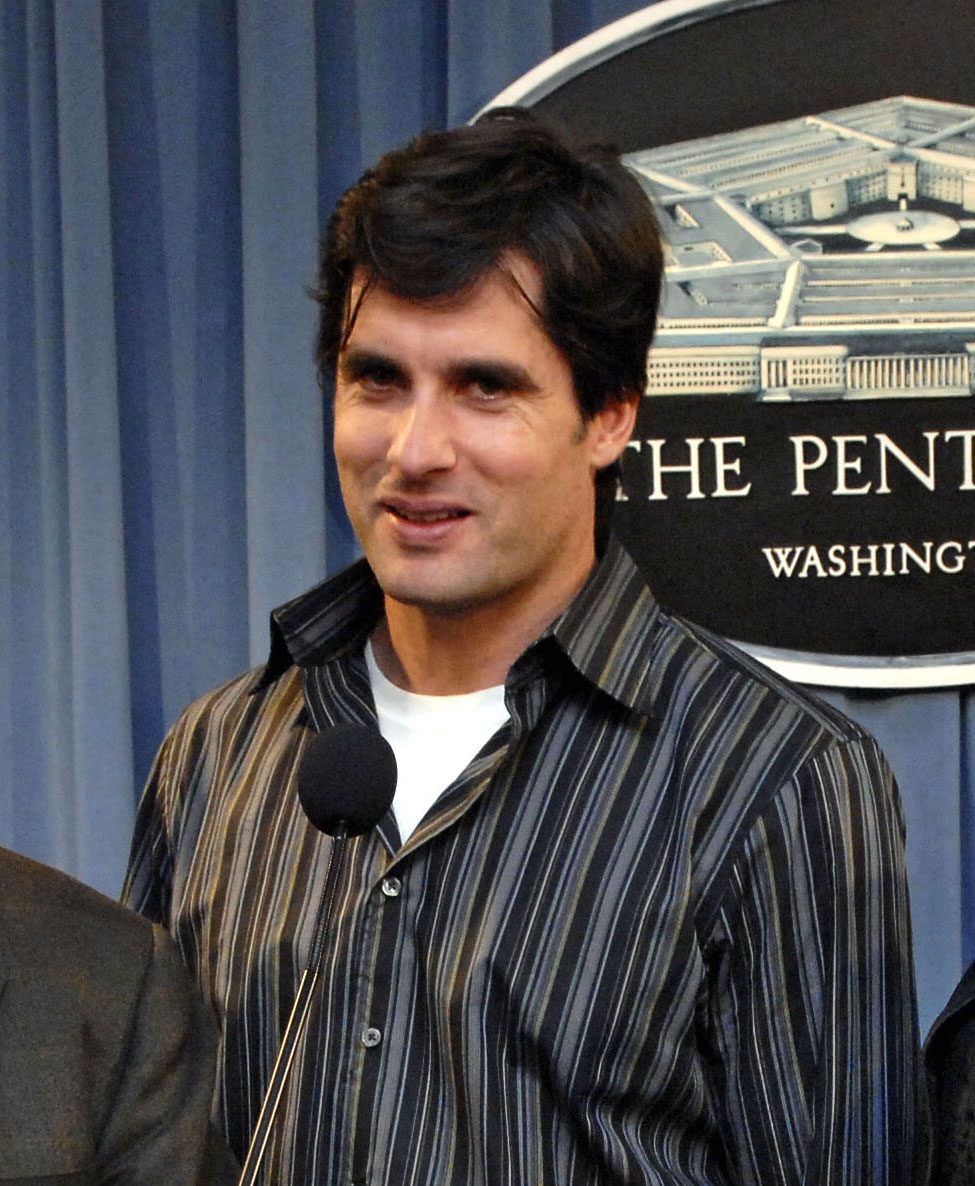
John Newton, 2006

- George Newbern (1964), (stem)acteur
- Kymberly Newberry, Amerikaans actrice
- Chas Newby (1941-2023), Brits bassist
- Thomas Newcomen (1664-1729), Brits smid en uitvinder van de eerste stoommachine
- Harrison Newey (1998), Brits autocoureur
- Josef Newgarden (1990), Amerikaans autocoureur
- George Robert (Bob) Newhart (1929-2024), Amerikaans komiek en acteur
- Fred Newhouse (1948-2025), Amerikaans atleet
- Patrick Newley (1955-2009), Iers schrijver, journalist en theateragent
- Alec Newman (1974), Schots acteur
- Paul Newman (1925-2008), Amerikaans (film)acteur, filmregisseur, filmproducent, autocoureur en filantroop
- Randy Newman (1943), Amerikaans zanger en componist
- Roy Newman (1922-1970), Amerikaans autocoureur
- Paula Newsome, Amerikaans actrice
- Alfred Newton (1829-1907), Brits zoöloog en ornitholoog
- Arthur Newton (1883-1950) was een Amerikaans atleet
- Frances Newton (1965-2005), Amerikaans terdoodveroordeelde
- Helmut Newton (1920-2004), Duits-Australisch fotograaf
- Huey Percy Newton (1942-1989), leider van de Black Panther Party
- Jack Newton (1950-2022), Australisch golfspeler
- Jackie Newton (1925-2010), Engels voetballer
- John Newton (1725-1807), Brits slavenhandelaar, abolitionist en priester
- John Newton (1965), Amerikaans acteur
- Isaac Newton (1643-1727), Engels natuurkundige, wiskundige, astronoom, natuurfilosoof, alchemist, officieel muntmeester en theoloog
- Tristen Newton (2001), Amerikaans basketballer
- Olivia Newton-John (1948-2022), Australisch zangeres en actrice

## Ney
- Michel Ney (1769-1815), Frans maarschalk
- Benny Neyman (1951-2008), Nederlands zanger
- Neymar (1992), Braziliaans voetballer
- Ne-Yo (1982), Amerikaans zanger

## Nez
- Nezahualcoyotl (1402-1472), koning van Acolhuacan
- Yannick Nézet-Séguin (1975), Canadees dirigent